# Западна Херцеговина
Западна Херцеговина је микрорегија у Херцеговини. Представља подручје западно од брда Жовница код Мостара па све до Посушја гдје завршава Херцеговина. Поједини сматрају и западни дио Мостара дијелом ове регије, али се већина слаже око тога да Мостар као центар Херцеговине, представља природни округ, мјешавину цивилизација и обичаја Источне и Западне Херцеговине, те да је засебан. Економско-привредно средиште Западне Херцеговине је Широки Бријег, који је уједно и главни град Западнохерцеговачког кантона. Западна Херцеговина се у потпуности налази у Федерацији Босне и Херцеговине. Важнији градови и опшине ове микрорегије су:
- Широки Бријег
- Љубушки
- Читлук
- Груде
- Посушје